# Монохорд

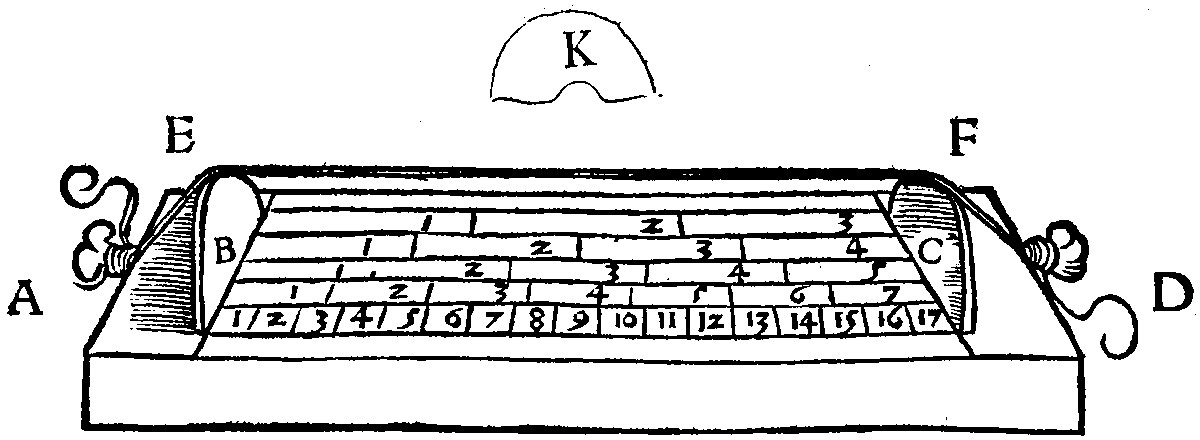
Монохорд (окремо зображена рухома підставка, або кобилка) з трактату Глареана «Додекахорд» (1547)

Монохо́рд (дав.-гр. μονόχορδον, лат. monochordum, однострунник), також (музичний) кано́н (дав.-гр. κανών <μουσικός>) — інструмент, призначений для точної побудови музичних інтервалів (звуків заданої висоти) шляхом фіксації різних довжин звучної частини збуджуваної щипком струни. Складається з основи (іноді — резонаторної скриньки), на якій між двома поріжками (підставками) закріплена натягнута струна. Між ними знаходиться рухома підставка (притискує струну знизу), переміщенням якої фіксують звучну частину струни. На основу монохорда може наноситися шкала поділок.

## Історичний нарис
Монохорд відомий з часів грецької античності, традиція приписує його винахід Піфагору. Монохорд був найважливішим посібником в елементарній музичній освіті і основним приладом для проведення музично-акустичних експериментів в Середні століття, в епоху Відродження, аж до бароко. Найзагальніші піфагорійські принципи розподілу канону (додавання і віднімання інтервалів) викладені в трактаті Псевдо-Евкліда «Sectio canonis» (розділення канону). 
Розподіл монохорда в діатонічних і хроматичних звукорядах знаходяться в трактатах про гармонію Трасілла і Гауденціо. Вперше повний розрахунок монохорда для Повної системи і у всіх родах виконав Боецій.
Схожий інструмент на прямокутній рамці називається Гелікон. Термін «монохорд» також застосовується як родова назва для музичних інструментів, що мають як джерело звуку єдину струну (наприклад, однострунний ребаб, танпура, данбау, берімбау).